# Analgesia
L'analgesia è uno stato in cui non si prova dolore (analgia deriva dal greco αν-, "senza" (prefisso privativo), e -ἄλγος, "dolore"). Esiste una classe di farmaci, quella degli analgesici o antalgici, che conducono a tale stato.

## Il dolore
Il dolore è stato definito dall'Associazione Internazionale per lo Studio del Dolore (IASP) come "un'esperienza spiacevole, sensoriale ed emotiva, associata ad un danno dell'organismo attuale o potenziale". Il dolore ci avverte che qualcosa sta funzionando male nel corpo o sta per avvenire un danno. Nella pelle ci sono migliaia di cellule che sono recettori per il calore, per il freddo, per la pressione, per il tatto e per il dolore. Quando c'è un danno al corpo (per esempio dopo una ferita) queste piccole cellule spediscono informazioni al cervello. Ciò prima produce una situazione di allarme ma poi, se persiste, procura sofferenza e disagio.

### Dolore acuto e dolore cronico
Il "dolore acuto" è un dolore ad inizio recente e di durata limitata. Esso generalmente ha una correlazione identificabile con un danno del corpo o con una malattia. Spesso va via contemporaneamente alla guarigione. Il dolore acuto è un sintomo d'allarme che segnala quindi un danno attuale o possibile. Ad esempio il dolore alla mano avvicinata al fuoco e quindi subito ritratta.
Il "dolore cronico" invece continua per periodi più lunghi di tempo, qualche volta anche nonostante la guarigione del danno originale. In questi casi non ha funzione di allarme e diventa dannoso per le sofferenze che causa. Il dolore cronico, a lungo andare, può produrre sentimenti di rabbia, di tristezza e di disperazione. Può modificare la personalità, procurare insonnia, interferire con le relazioni interpersonali. Generalmente un programma terapeutico completo può prevedere anche farmaci antiansia o antidepressivi che, oltre ad intervenire sui sintomi collaterali, servono ad aumentare l'efficacia degli stessi antidolorifici.

## L'analgesia congenita
Esiste anche una sindrome che si caratterizza per la totale assenza di qualsiasi tipo di sensazione dolorosa o spiacevole: viene definita analgesia "congenita" perché si manifesta fin dalla nascita ed è trasmessa per via ereditaria, oppure "naturale" perché non è indotta da alcun farmaco. Chi ne soffre percepisce ad esempio le variazioni di temperatura, quello che non avverte invece è il disagio o il malessere (il dolore, appunto) connessi con il caldo o il freddo, per cui può subire bruciature (o congelamenti) senza rendersene conto o, analogamente, ferite o lesioni di vario genere, fratture, mutilazioni, dissanguamenti ecc. Proprio per questo, tale "insensibilità" al dolore, anche se all'apparenza positiva, in realtà è estremamente pericolosa.

## La terapia del dolore
Sono soprattutto gli anestesisti; infatti le responsabilità principali dell'anestesista durante l'intervento chirurgico sono rivolte principalmente alla soppressione del dolore. Molte delle tecniche e delle conoscenze che essi usano durante l'anestesia sono impiegate per alleviare anche altri tipi di dolore. Inoltre ci sono, per le rispettive competenze, i reumatologi, i neurologi, gli ortopedici ecc.
I medici che si occupano di terapia del dolore non solo sono esperti nel trattamento del dolore, ma sono preparati soprattutto a diagnosticare la fonte del dolore. Attraverso visite, esami di laboratorio ed indagini radiografiche possono individuare le cause del dolore.
Gli antidolorifici vengono spesso somministrati ai pazienti del pronto soccorso, in attesa dei risultati delle indagini del malessere.
I progressi della medicina moderna hanno reso disponibili vari farmaci e trattamenti per curare e sedare il dolore. Il livello di dolore varia da persona a persona e da malattia a malattia per cui il trattamento relativo sarà studiato in base alle necessità specifiche del paziente. Per meglio rispondere alle esigenze individuali il trattamento può includere un unico antidolorifico o una combinazione di medicazioni e di metodi differenti. Gran parte dei pazienti che si rivolge alle Unità di terapia del dolore hanno già sperimentato altre terapie. I problemi comunemente trattati includono il dolore postoperatorio, il dolore da parto, la lombalgia, il dolore da cancro, le nevralgie, il mal di testa e le artriti. La maggior parte delle condizioni dolorose possono essere diagnosticate e trattate con successo dal medico di famiglia. Se il dolore persiste e non migliora con la cura, il dolorante deve consultare uno specialista in terapia del dolore.

### Classi di farmaci analgesici
I farmaci che riducono la sensazione di dolore si possono distinguere in base ai meccanismi chimici che inducono. Sommariamente si possono raggruppare in:
- Analgesici e antipiretici (paracetamolo)
- THC (delta-9-tetraidrocannabinolo) di cui fa parte la cannabis che viene utilizzata anche per il trattamento del dolore
- FANS, farmaci antiflogistici non steroidei, tra cui l'acido acetilsalicilico (Aspirina), l'ibuprofene[3] e il naprossene
- COX-2 inibitori, una sottoclasse dei FANS, a cui appartiene l'Etoricoxib
- oppiacei (tra cui la morfina, la codeina, la petidina e altri ancora)
- amminopiridine (flupitrina)
- anticonvulsivanti
- alcuni antidepressivi triciclici come l'amitriptilina sono utilizzati nel controllo del dolore
- inibitori non selettivi dei canali del sodio (lidocaina) usati come anestetici locali
- inibitori selettivi dei canali del sodio (suzetrigina)